# Barbara Rose (Schriftstellerin)

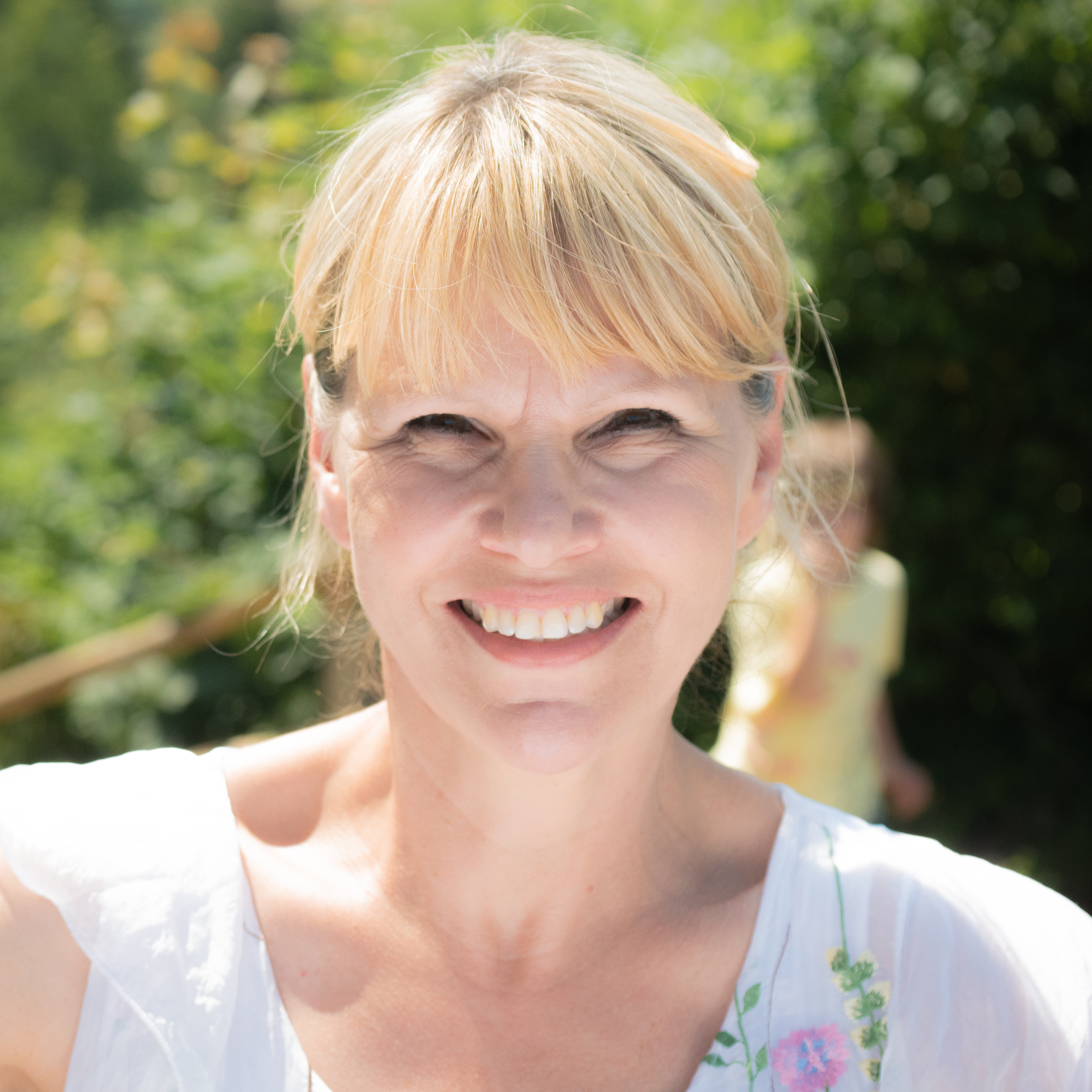
Barbara Rose (2018)

Barbara Rose (* 1965 in Neuwied) ist eine deutsche Schriftstellerin.

## Leben
Nach ihrem Abschluss als Diplom-Journalistin arbeitete sie zunächst als Werbetexterin und wechselte dann zum öffentlich-rechtlichen Rundfunk. Dreizehn Jahre arbeitete sie als Redakteurin für das Fernsehen und moderierte Kinder- und Jugendsendungen im Radio. Außerdem schrieb sie als freie Journalistin Berichte, Reportagen und Glossen für Eltern, Eltern family, Brigitte, Familie&Co, KidsLife.
Neben ihrer Tätigkeit als Schriftstellerin gibt Barbara Rose Schreibkurse: Erzählwerkstätten für Grundschüler, Schreibkurse für Kinder und Jugendliche, außerdem Kurse für Redakteure von Schülerzeitungen.
Für Erwachsene bietet sie Fortbildungen in der Leseförderung, und Coachings für Lesepaten und Vorleser.
Barbara Rose ist Mitglied im Verband Deutscher Schriftsteller, im Friedrich-Bödecker-Kreis und im Förderkreis deutscher Schriftsteller in Baden-Württemberg. Sie lebt bei Stuttgart.

## Auszeichnungen
- Platz 2 für „Aufräumen ist nix für Piraten“ (Verlag arsEdition) beim Leserpreis „Bilderbuchbärchen“, vergeben von einer Kinderjury
- 900 Kinder in Luxemburg wählen beim Lesespiel `Freed um Liesen´ den Kinderkrimi „Ein Findeschwein für alle Fälle“ (Thienemann Verlag) auf Platz 4
- „Ein Findeschwein für alle Fälle“ (Thienemann Verlag) als Radiobeitrag bei Krappschass & Co., Luxemburg
- „Ein richtig schöner Nachmittag“, Kurzgeschichte, gehört zu den Siegern beim Kurzgeschichten-Wettbewerb des Online-Magazins Rossipotti
- Auszeichnung der Bilderbuches „Tim, Marie und der Computerdrache“ (Kerle Verlag/Herder) bei der Münchner Bücherschau 2010 (`Die 100 Besten´)

## Werke
- Die Feenschule. Das große Blütenfest Oetinger 2018, ISBN 978-3-7891-0868-6.
- Die Feenschule. Die magische Wunschpost Oetinger 2017, ISBN 978-3-7891-4627-5.
- Camillas geheime Zauberküche Oetinger 2017, ISBN 978-3-7891-0794-8.
- Die Feenschule. Eine zauberhafte Überraschung Oetinger 2017, ISBN 978-3-7891-4629-9.
- Die Feenschule. Ein Einhorn für Rosalie Oetinger 2017, ISBN 978-3-7891-4628-2.
- Die Feenschule. Zauber im Purpurwald Oetinger 2016, ISBN 978-3-7891-4626-8.
- Viele schöne Schulgeschichten Verlag Kerle in Herder 2015, ISBN 978-3-451-71293-7.
- Johnny Cowboy jagt Banditen-Bob Coppenrath Verlag 2015, ISBN 978-3-649-61675-7.
- Johnny Cowboy und die Vorstadtindianer Coppenrath Verlag 2015, ISBN 978-3-649-61674-0.
- Als Räuber Zaster den Weihnachtsmann klaute Coppenrath Verlag 2014, ISBN 978-3-649-61112-7.
- Welche Farbe hat die Angst? Bastei Lübbe/Boje Verlag 2014, ISBN 978-3-414-82409-7.
- Rumpax Rabuzack feiert Weihnachten, Carlsen Verlag 2013. ISBN 978-3-551-65221-8.
- Ludwig will es wissen!, Verlag Kerle / Herder 2013, ISBN 978-3-451-71173-2.
- Ich bin Ludwig!, Verlag Kerle / Herder, 2013, ISBN 978-3-451-71159-6.
- Ich bin Ludwig!gesprochen von Matthias Koeberlin, cbj audio. ISBN 978-3-8371-2122-3.
- Meine Schwester, mein Bruder und ich, Verlag Kerle / Herder, 2013. ISBN 978-3-451-71163-3.
- Tobi Tüftel und die verrückte Flugmaschine, Esslinger Verlag, 2012. ISBN 978-3-480-22916-1.
- Heidi, nacherzählt von Barbara Rose, Ellermann Verlag, 2012. ISBN 978-3-7707-7548-4.
- Heidi und andere Geschichten, Barbara Rose u. a., Oetinger audio, 2012. ISBN 978-3-8373-0633-0.
- Das Weihnachtswunder, Coppenrath Verlag, 2011. ISBN 978-3-649-60068-8.
- Tobi Tüftel, Esslinger Verlag, 2011. ISBN 978-3-480-22674-0.
- Aufräumen ist nix für Piraten, Verlag arsEdition, 2011. ISBN 978-3-7607-5851-0.
- Ein Findeschwein für alle Fälle, Thienemann Verlag, 2010. ISBN 978-3-522-18195-2.
- Tim, Marie und der Computerdrache, Verlag Kerle / Herder, 2010. ISBN 978-3-451-71009-4.
- Ich tausche meine Mama um, Ueberreuter Verlag, 2009. ISBN 978-3-219-11342-6.
- Draht zum Himmel, Patmos Verlag, 2006. ISBN 978-3-491-79749-9.
- Whisperworld: Aufbruch ins Land der Tierflüsterer, Carlsen 2022, ISBN 3-551-65636-3